# ۶۴۶ (خورشیدی)
۶۴۶ ششصد و چهل و ششمین سال هجری خورشیدی است.